# Балаїдос
«Балаїдос» або «Естадіо муніципаль де Балаїдос» (ісп. Estadio de Balaídos) — футбольний стадіон у Віго, Іспанія, домашня арена ФК «Сельта».
Стадіон побудований у 1928 році. У 1967 та 1982 роках розширювався, у результаті чого було досягнуто місткості 29 000 глядачів. 2004 року стадіон реконструйовувався. Генеральна реконструкція арени тривала протягом 2015-2018 років. До квітня 2017 року паралельно з роботами із реконструкції споруди стадіону свої домашні матчі приймав ФК «Сельта».
Арена розташована на проспекті Балаїдос у Віго, від чого і пішла її назва.
На стадіоні проводилися матчі Чемпіонату світу з футболу 1982 року.